# Vama (Satu Mare)
Vama es una comuna ubicada en el distrito de Satu Mare, Rumania.

## Superficie
Posee una superficie de 51,04 kilómetros cuadrados.

## Demografía
Hasta 2021 la población era de 3670 habitantes, con una densidad de población de 71,90 habitantes por kilómetro cuadrado.